# Mains of Pittendrum House

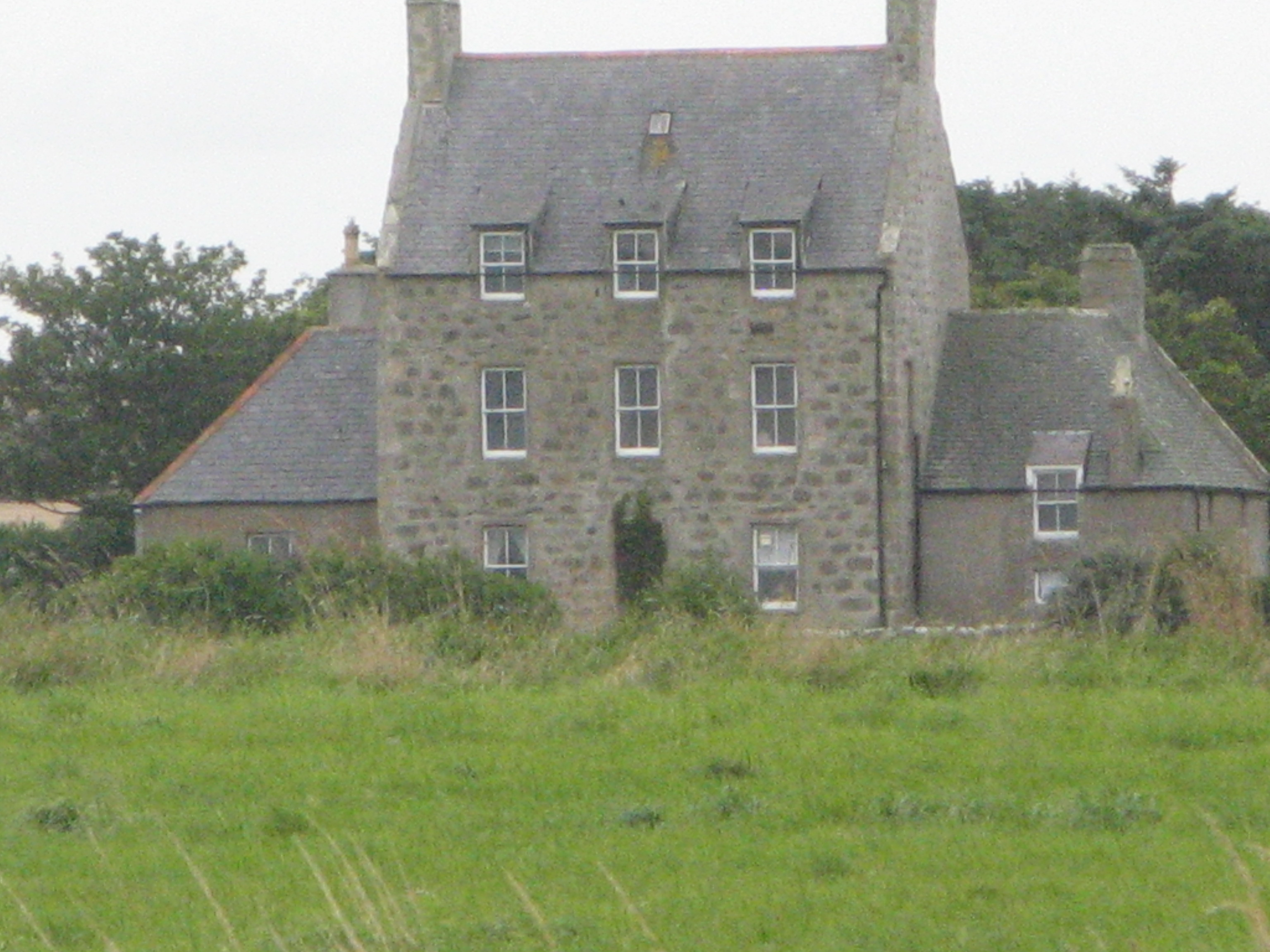
Mains of Pittendrum House

Mains of Pittendrum House ist ein Bauernhaus in der schottischen Ortschaft Sandhaven in der Council Area Aberdeenshire. 1971 wurde das Bauwerk in die schottischen Denkmallisten in der höchsten Denkmalkategorie A aufgenommen.

## Geschichte
Mains of Pittendrum House wurde im Jahre 1734 von der Familie Cumine errichtet. Im Jahre 1787 erwarb der schottische Bankier William Forbes, 6. Baronet das Anwesen zusammen mit umliegenden Ländereien. Im späten 19. Jahrhundert wurden die Fenster des Bauernhauses erweitert und sein Innenraum umgestaltet.

## Beschreibung
Das Bauernhaus steht isoliert am Südrand der kleinen Ortschaft. Das zweistöckige Gebäude mit ausgebautem Dachgeschoss und flankierenden einstöckigen Flügeln ist schlicht georgianisch ausgestaltet. Die Flügel sind gerundet zur westexponierten Hauptfassade geführt, sodass grob ein U-förmiger Grundriss entsteht. Ungleich dem zweistöckigen zentralen Bauteil, sind ihre Fassaden mit Harl verputzt, wobei Natursteineinfassungen abgesetzt sind.
Die Fassaden des Hauptgebäudes sind symmetrisch aufgebaut und drei Achsen weit. Die zentrale, zweiflüglige Eingangstüre stammt aus dem späteren 19. Jahrhundert. Ein segmentbogiges Gesims mit skulpturierter Distel und Rose im Tympanum bekrönt das Portal. Die Fenster des Mansardgeschosses sind als Lukarnen ausgeführt. Die abschließenden Dächer sind mit Schiefer eingedeckt.